# Zhou Shun
Zhou Shun (chinesisch 周迅, Pinyin Zhōu Xùn; * 9. Juni 1985 in Qingdao, Volksrepublik China) ist ein chinesischer Beachvolleyball-Spieler.

## Karriere
2006 absolvierte Zhou in Shanghai sein erstes gemeinsames Turnier mit seinem langjährigen Partner Li Jian. Bei der Weltmeisterschaft in Gstaad belegten sie 2007 einen guten fünften Platz.